# Cantabrosoma rogeri
Cantabrosoma rogeri es una especie de miriápodo cordeumátido de la familia Haplobainosomatidae endémica del norte  de la península ibérica (España).